# M varken mer eller mindre
M varken mer eller mindre är en ungdomsbok och debutroman av den svenska författaren Petra Backström, som gavs ut januari 2016.

## Handling
Maj, som M i titeln, är en nittonårig tjej bosatt på Södermalm, Stockholm. Framför allt tycker hon om lättkategoriserade och logiska saker, men under första året efter gymnasiestudenten får man följa hennes tilltrasslade kärleksliv som cirkulerar runt killarna hon frivilligt och ofrivilligt bjudit in i sitt liv.
Där finns exet hon fortfarande ligger med. Stalkern som aldrig ger sig. Kompisens pappa som stöter på henne. Och killen hon inte vet om hon borde falla för.
Fyra kärlekshistorier samtidigt, och hur Maj än försöker reda ut tillvaron blir det bara värre. Hon ger sig på ett känsloexperiment. Hur vore det att bara gå på känsla ett tag och se vad som händer?

## Stil och form
Romanen är skriven i imperfekt, första person singular, och kan upplevas ha en dagbokskaraktär fastän den olikt en dagbok inte är uppbyggd med exakta datum. Den har ett enkelt och direkt språkbruk; stora delar upptas av dialoger och Majs tankegångar. Omfattande miljöbeskrivningar är få.

## Recensioner
Mottagandet av "M varken mer eller mindre" har hittills varit överväldigande positivt:
"Jag förälskar mig i Maj redan under de första sidorna...", skriver Dagens Nyheter. 
"En annan styrka är språket. Roligt, exakt, och fullt av fantastiska detaljer...", skriver Bokhoran.se.

## Bokomslag
Fotografiet som utgör romanens omslagsbild är tagen av Carl von Arbin; medlem i det svenska indiebandet, Shout Out Louds.

### Fotnoter
1. ↑  http://www.dn.se/dnbok/bokrecensioner/petra-backstrom-m-varken-mer-eller-mindre
2. ↑  ”Arkiverade kopian”. Arkiverad från originalet den 15 augusti 2016. https://web.archive.org/web/20160815135400/http://bokhora.se/2016/m-varken-mer-eller-mindre-petra-backstrom/. Läst 1 augusti 2016.